# 17-та дивізія підводних човнів (Імперський флот)
17-та дивізія підводних човнів (Імперський флот) — підрозділ Імперського флоту Японії, до складу якого увійшли перші великі підводні човни цієї країни.
Наприкінці 1910-х на основі досвіду Першої світової війни командування японського ВМФ переглянуло свої погляди на функції підводних човнів та вирішило створити кораблі великих розмірів, здатні провадити операції на значній відстані від баз. У 1924 та 1925 роках завершили спорудженням два перші човни, створені на основі британського та німецького прототипів — I-51 та I-52, які стали першими та єдиними представниками типів KD1 та KD2. 1 грудня 1925-го ці два кораблі звели у 17-ту дивізію підводних човнів. У 1928-му до складу дивізії включили третій човен — I-53, який став першим у серії кораблів типу KD3.
Враховуючи наявність певних недоліків у I-51 та I-52 ці човни передусім використовувались для тренувань екіпажів та відпрацювання різних технологій. Зокрема, в 1931—1933 роках на І-51 перевірили рішення, що в подальшому дозволили створити авіанесучі підводні човни (Японія найбільше захопилась питанням оснащення субмарин гідролітаками та до завершення Другої світової війни спорудила близько пів сотні таких кораблів).
Первісно 17-ту дивізію підпорядкували 2-й ескадрі підводних човнів, але вже 10 грудня 1928-го перевели під управління військово-морського округу Куре.

Враховуючи, що фактично лише один човен підрозділу був придатний для виконання бойових завдань, 15 листопада 1935-го 17-ту дивізію розформували. I-51 та I-52 залишились у підпорядкуванні округу Куре й далі використовувалися на місцевій верфі (1 квітня 1940-го та 1 серпня 1942-го відповідно їх виключили зі складу флоту). І-53 перевели до 18-ї дивізії підводних човнів (цей корабель візьме участь у бойових діях на початку війни та навіть потопить два транспортні судна).